# Бахрам-шах (султан Кермана)
Бахрам-шах (*д/н — 1175) — султан Кермана в 1170, 1171—1172, 1175 роках. Повне ім'я Абу Мансур Бахрам-шах бен Тогрул-шах.

## Життєпис
Походив з династії Сельджукидів. Син Тогрул-шаха, султана Кермана і Оману, та Рукні-хатун з династії Сельджукидів. Після його смерті у 1170 році за підтримки атабека Муаїда ад-Діна Райхана стає новим султаном Кермана. Невдовзі тюркські війська пограбували важливе місто Джируфт, знищивши тамтешніх чиновників та нетюркських вояків. Зі свого боку Бахрам-шах не вжив проти цього якихось заходів. Невдовзі він наказав вбити свого зведеного брата Туркан-шаха, що також мав претензії на трон. Такі дії викликали невдоволення й сприяли повстанню проти султана його брата Арслан-шаха, який змусив Бахрам-шаха тікати на північ до Герату.
У Гераті Бахрам-шах отримав військову допомогу від Маліка Муайїда, вождя огузів. З новою потугою Бахрам-шах рушив через Сістан та Мекран, зустрівши війська суперника біля Джифурта, де Арслан-шаху II задано рішучої поразки. Після цього останній втік до Іракського султанату, а Бахрам-шах вдруге став султаном Керману. Проте за час боротьби за владу було остаточно втрачено північний Оман, що здобув самостійність.
У 1172 році проти Бахрам-шаха виступив Арслан-шах II за підтримки військ Іракського султанату на чолі із Шамс ад-Діном Ільдегізом. Доволі швидко супротивник захопив більшу частину володінь, а сам султан опинився в облозі в Бердасирі. Бахрам-шах чинив опір протягом 6 місяців. Зрештою було досягнуто угоду щодо визначання Арслан-шаха султаном Кермана, натомість Бахрам-шах отримав у володіння місто Бам і область Мекран.
У 1174 році він втік до огузів, у яких знову запросив допомоги. У 1174 році він вдерся до Керманського султанату, скориставшись відсутністю султана Арслан-шаха II. Проте невдовзі той повернувся, відвоювавши столицю держави. Але вже 1175 року Бахрам-шах втретє захопив владу, ставши знову султаном. Втім, правив декілька місяців і помер від водянки. Йому спадкував син Мухаммед-шах, що продовжив боротьбу за владу з Арслан-шахом II.